# 戈姆方言
戈姆方言（Gaumais）是洛林语的一种方言，使用于比利时盧森堡省南部的戈姆地区。戈姆方言所属的洛林语被瓦隆尼亚-布鲁塞尔联邦承认为“本土地区语言”（langue régionale endogène）。